# Benno Ohnesorg
Benno Ohnesorg (ur. 15 października 1940, zm. 2 czerwca 1967) – niemiecki student zastrzelony podczas manifestacji 2 czerwca 1967 przeciwko wizycie szacha Persji Mohammada Rezy Pahlawiego w Berlinie Zachodnim przez policjanta Karl-Heinza Kurrasa.
Śmierć Ohnesorga spowodowała radykalizację niemieckiej młodzieży, m.in. Holgera Meinsa. Anarchistyczna organizacja terrorystyczna przyjęła nazwę Ruch 2 Czerwca.
Jak się później okazało, morderca Ohnesorga, Kurras, był od 1956 roku agentem Stasi o pseudonimie „Otto Bohl”, a od 1962 roku był członkiem socjalistycznej partii SED Berlina Zachodniego (Sozialistische Einheitspartei Deutschland).